# インフェルノ (9mm Parabellum Bulletの曲)
「インフェルノ」は、日本のロックバンド、9mm Parabellum Bulletの8枚目のシングル。

## 概要
- 前作「反逆のマーチ/ダークホース/誰も知らない/Mad Pierrot」以来、約10か月ぶりのシングル。
- アニメ「ベルセルク」オープニングテーマ。表題曲は6月の日比谷野外大音楽堂での公演で先行披露された。演奏時間は90秒（1分30秒）。もともとアニメで使用される尺（90秒）に合わせたデモをメンバーで作り、その中で「インフェルノ」になるデモ曲を滝が持ってきた。滝本人ももともとは90秒以上になることを想定して作っていたのだが、この尺で1回まとめてみたら「これを引き伸ばしたりすることはできない、曲のよさを殺すことになる」と思って、そのまま完成させた[2][注 1]。
- また歌詞についても、菅原曰く「これはまさにガッツの生き様を表しているんです。戦いのさなかに彼がどんな気持ちでいるのかを表現したかったんですよね。なおかつ9mmの曲としてライブで演奏したり、ほかの自分たちの曲と並べてみても不自然にならないところも守る、そのバランスは意識しました。オファーをいただいた際も「作品に寄せなくてもいい」って言ってくれたので、9mmらしさというのは大事にしました。」との事[2]。
- カップリングには「“カオスの百年TOUR 2015”」より、10月24日のZepp Tokyoでの公演から13曲を収録。カップリングにライブ音源が収録されたのは「カモメ e.p.」以来である。
- アメリカのプログレッシブ・メタルバンド、ポリフィアのミニアルバム「THE MOST HATED」の7曲目にカバー版が収録されている[4]。

## 収録内容
1. インフェルノ
作詞：菅原卓郎 / 作曲：滝善充
アニメ「ベルセルク」オープニングテーマ。
2. Live Track From “カオスの百年TOUR 2015” 15.10.24 At Zepp Tokyo